# Phytometra laccata
Phytometra laccata là một loài bướm đêm trong họ Erebidae.